# Six Flags New England
Koordinaten: 42° 2′ 16″ N, 72° 36′ 57″ W
Six Flags New England ist ein amerikanischer Freizeitpark der bekannten Freizeitparkgruppe Six Flags. Der 95 Hektar große Park befindet sich in Agawam, Massachusetts, und wurde 1870 als Gallup's Grove eröffnet. 1887 fand die Umbenennung in Riverside Grove statt, 1912 in Riverside Amusement Park und schließlich 2000 in Six Flags New England.

## Attraktionen

### Achterbahnen
| Name                                           | Typ                                 | Hersteller                  | Eröffnungsjahr |
| ---------------------------------------------- | ----------------------------------- | --------------------------- | -------------- |
| Batman - The Dark Knight                       | Floorless Coaster                   | Bolliger & Mabillard        | 2002           |
| Catwoman's Whip                                | Familienachterbahn                  | Zierer                      | 2000           |
| Flashback                                      | Shuttle Coaster                     | Vekoma                      | 2000           |
| Gotham City Gauntlet Escape from Arkham Asylum | Wilde Maus                          | Maurer Rides                | 2011           |
| Great Chase                                    | Familienachterbahn                  | E&F Miler Industries        | 1996           |
| Joker                                          | 4th-Dimension-Coaster, Wing Coaster | S&S                         | 2017           |
| Pandemonium                                    | Spinning Coaster                    | Gerstlauer                  | 2005           |
| Riddler Revenge                                | Inverted Coaster                    | Vekoma                      | 1997           |
| Superman the Ride                              | Hyper Coaster                       | Intamin                     | 2000           |
| Thunderbolt                                    | Holzachterbahn                      | Joseph E. Drambour          | 1941           |
| Wicked Cyclone                                 | Hybrid Coaster                      | Rocky Mountain Construction | 2015           |
| Quantum Accelerator                            | Family Launch Coaster               | Intamin                     | 2025 (im Bau)  |

#### Ehemalige Achterbahnen
| Name                          | Typ                               | Hersteller                    | Eröffnung        | Schließung   |
| ----------------------------- | --------------------------------- | ----------------------------- | ---------------- | ------------ |
| Black Widow                   | Launched Coaster, Shuttle Coaster | Arrow Dynamics                | 1977             | 1999         |
| Cyclone                       | Holzachterbahn                    |                               | 1983             | 2014         |
| Dark Knight                   | Wilde Maus, Dunkelachterbahn      | Mack Rides                    | nie eröffnet     | nie eröffnet |
| Giant Dip                     | Holzachterbahn                    | unbekannt                     | 1912             | 1919         |
| Goliath                       | Shuttle Coaster, Inverted Coaster | Vekoma                        | 2012             | 2019         |
| Greyhound                     | Holzachterbahn                    | Josiah Pearce                 | 1915             | 1933         |
| Lightning                     | Holzachterbahn                    | Harry C. Baker, Josiah Pearce | 1920             | 1933         |
| Little Rickies Little Twister | Kinderachterbahn                  | Allan Herschell Company       | 1978 oder früher | 1999         |
| Whirlwind Racer               | Holzachterbahn                    | unbekannt                     | 1928             | 1933         |
| Wild Mouse                    | Wilde Maus                        | B. A. Schiff & Associates     | 1957             | unbekannt    |
| WildCat                       | Stahlachterbahn ohne Inversionen  | Schwarzkopf                   | 1968             | 1983         |